# Nicolas Bonnet (cyclisme)
Pour les articles homonymes, voir Nicolas Bonnet et Bonnet.
Nicolas Bonnet (né le 21 mars 1988 à Montpellier,) est un coureur cycliste français, actif dans les années 2000 et 2010.

## Biographie
Originaire de Montpellier, Nicolas Bonnet grandit au contact du monde du vélo. Son père Patrick est un ancien cycliste professionnel, tout comme son oncle Éric. Ses cousins Florent et Guillaume ont également pratiqué ce sport en compétition.
En 2006, il montre ses qualités de rouleur en terminant deuxième du championnat de France du contre-la-montre juniors (moins de 19 ans). Il est alors licencié au VC Melgorien Mauguio-Carnon. Il évolue ensuite durant plusieurs au VC Lyon-Vaulx-en-Velin chez les amateurs. Durant cette période, il remporte le Souvenir Stéphane-Huc en 2008 et la dernière étape du Tour du Loiret en 2009. Il devient par ailleurs champion de France du contre-la-montre espoirs en 2010. La même année, il est sélectionné en équipe de France pour les championnats d'Europe d'Ankara, où il se classe cinquième du contre-la-montre espoirs.
Après ses bons résultats, il passe professionnel en 2011 au sein de l'équipe continentale Roubaix Lille Métropole. Il quitte cependant l'équipe dès le mois de mai.

## Palmarès et résultats

### Palmarès par année
- 2006
  - 2e du championnat de France du contre-la-montre juniors
- 2008
  - Souvenir Stéphane-Huc
- 2009
  - 4e étape du Tour du Loiret (contre-la-montre)
  - 2e du championnat de France du contre-la-montre espoirs
  - 3e du Tour du Beaujolais
- 2010
  -  Champion de France du contre-la-montre espoirs
  - Prologue du Tour du Gévaudan (contre-la-montre par équipes)
  - 3e du Chrono des Nations Espoirs
  - 5e du championnat d'Europe du contre-la-montre espoirs

### Classements mondiaux
| Année           | 2010   |
| --------------- | ------ |
| UCI Europe Tour | 1 110e |